# 森晃太
森 晃太（もり こうた、1997年6月13日 - ）は、愛知県安城市出身のサッカー選手。Jリーグ・福島ユナイテッドFC所属。ポジションはフォワード。実兄の森勇人もサッカー選手である。

## 来歴

### プロ入り前
小学校1年生の時から名古屋グランパスの下部組織に所属。6年時に出場した第33回全日本少年サッカー大会では、同期の杉森考起と共にチームの攻撃を牽引し、クラブ史上初の優勝を成し遂げた。
2013年6月、U-17日本代表候補に初選出され、京都で行われたトレーニングキャンプに参加した。
高校3年時の2015年7月、第39回日本クラブユースサッカー選手権 (U-18)大会で得点ランキング2位の6得点を記録し、ベスト8進出に貢献したが、同大会終了後にクラブ側からトップチーム昇格を見送ることを告げられた。その後、10月から開催された第23回Jリーグユース選手権大会では、5得点を挙げて得点王に輝いたほか、プレミアリーグWESTでもゴールを量産し、得点ランキング3位の11得点を記録した。12月のJリーグインターナショナルユースカップでは、オランダのAZアルクマールを相手に2ゴールを決める活躍を見せた。

### ヴァンフォーレ甲府
2016年、ヴァンフォーレ甲府に加入。3月6日 ガンバ大阪戦でJ1リーグ初出場した。
2018年3月7日、ルヴァンカップ第1節の北海道コンサドーレ札幌戦でプロ入り初得点を決めた。

### レノファ山口FC
2019年12月25日、2020シーズンからのレノファ山口FCに完全移籍が発表された。

### 福島ユナイテッドFC
2021年7月13日、福島ユナイテッドFCへの完全移籍が発表された。

## 所属クラブ
- 2004年 - 2009年 名古屋グランパスU-12（安城市立安城北部小学校）
- 2010年 - 2012年 名古屋グランパスU-15（安城市立東山中学校）
- 2013年 - 2015年 名古屋グランパスU-18（岡崎城西高等学校）
- 2016年 - 2019年  ヴァンフォーレ甲府
- 2020年 - 2021年7月  レノファ山口FC
- 2021年7月 -  福島ユナイテッドFC

## 個人成績
| 国内大会個人成績 | 国内大会個人成績 | 国内大会個人成績 | 国内大会個人成績 | 国内大会個人成績 | 国内大会個人成績 | 国内大会個人成績 | 国内大会個人成績 | 国内大会個人成績 | 国内大会個人成績 | 国内大会個人成績 | 国内大会個人成績 |
| 年度             | クラブ           | 背番号           | リーグ           | リーグ戦         | リーグ戦         | リーグ杯         | リーグ杯         | オープン杯       | オープン杯       | 期間通算         | 期間通算         |
| 年度             | クラブ           | 背番号           | リーグ           | 出場             | 得点             | 出場             | 得点             | 出場             | 得点             | 出場             | 得点             |
| 日本             | 日本             | 日本             | 日本             | リーグ戦         | リーグ戦         | リーグ杯         | リーグ杯         | 天皇杯           | 天皇杯           | 期間通算         | 期間通算         |
| ---------------- | ---------------- | ---------------- | ---------------- | ---------------- | ---------------- | ---------------- | ---------------- | ---------------- | ---------------- | ---------------- | ---------------- |
| 2016             | 甲府             | 25               | J1               | 14               | 0                | 4                | 0                | 1                | 0                | 19               | 0                |
| 2017             | 甲府             | 25               | J1               | 0                | 0                | 1                | 0                | 0                | 0                | 1                | 0                |
| 2018             | 甲府             | 25               | J2               | 9                | 1                | 8                | 2                | 3                | 0                | 20               | 3                |
| 2019             | 甲府             | 25               | J2               | 10               | 1                | -                | -                | 3                | 1                | 13               | 2                |
| 2020             | 山口             | 19               | J2               | 31               | 0                | -                | -                | -                | -                | 31               | 0                |
| 2021             | 山口             | 19               | J2               | 0                | 0                | -                | -                | 1                | 0                | 1                | 0                |
| 2021             | 福島             | 9                | J3               | 14               | 2                | -                | -                | -                | -                | 14               | 2                |
| 2022             | 福島             | 10               | J3               | 27               | 3                | -                | -                | 2                | 1                | 29               | 4                |
| 2023             | 福島             | 10               | J3               | 32               | 3                | -                | -                | 2                | 1                | 34               | 4                |
| 2024             | 福島             | 10               | J3               | 38               | 8                | 1                | 0                | 1                | 0                | 40               | 8                |
| 2025             | 福島             | 10               | J3               |                  |                  |                  |                  |                  |                  |                  |                  |
| 通算             | 日本             | 日本             | J1               | 14               | 0                | 5                | 0                | 1                | 0                | 20               | 0                |
| 通算             | 日本             | 日本             | J2               | 50               | 2                | 8                | 2                | 7                | 1                | 65               | 5                |
| 通算             | 日本             | 日本             | J3               | 111              | 16               | 1                | 0                | 5                | 2                | 117              | 18               |
| 総通算           | 総通算           | 総通算           | 総通算           | 175              | 18               | 14               | 2                | 13               | 3                | 202              | 23               |

出場歴
- Jリーグ初出場 2016年3月6日 J1 1stステージ第2節 ガンバ大阪戦（山梨中銀スタジアム）
- Jリーグ初得点 2018年10月28日 J2第39節 カマタマーレ讃岐戦（山梨中銀スタジアム）

## 代表歴
- U-17日本代表（2013年）
- U-19日本代表
  - バーレーン U-19カップ（2016年）

## タイトル

### クラブ
名古屋グランパスU-12
- 全日本少年サッカー大会 : 2009年

### 個人
- Jリーグユース選手権大会 得点王 : 2015年